# Вацлав Халупа
Вацлав Халупа (Václav Chalupa, 7 грудня 1967) — чехословацький академічний веслувальник.
Срібний призер Олімпійських Ігор 1992 року в одиночці, учасник 1988, 1996, 2000, 2004, 2008 років.
Срібний призер Чемпіонату світу 1989 (одиночки), 1990 (одиночки), 1991 (одиночки), 1993 (одиночки), 2009 (розпашні двійки зі стерновим) років, бронзовий призер 1995, 1998, 2001 років в одиночці.
Чемпіон Європи 2007 року в складі вісімки.